# Fasans natt
Fasans natt (engelska: Nightmare) är en amerikansk långfilm från 1956 i regi av Maxwell Shane, med Edward G. Robinson, Kevin McCarthy, Connie Russell och Virginia Christine i rollerna. Filmen är en nyinspelning av Spegelrummet från 1947. Båda filmerna bygger på novellen And So to Death av Cornell Woolrich från 1941.

## Handling
Klarinettspelaren Stan Grayson (Kevin McCarthy) har en mardröm där han ser sig själv mörda en man i ett rum fullt av speglar. Han vaknar och hittar blod på sig, blåmärken runt nacken och en nyckel från drömmen i sin hand.
Grayson går till sin svåger, polisen Rene Bressard (Edward G. Robinson) som dock avfärdar hans bekymmer. När de senare är på picknick med Graysons flickvän och syster så börjar det regna. Grayson leder dom till ett tomt hus, huset från hans dröm. Sällskapet blir shockade när de hittar ett rum fullt med speglar, precis som i drömmen. När Bressard får reda på att mord faktiskt inträffar blir Grayson huvudmisstänkt. Men snart börjar spåren istället peka på en hypnotisör i Graysons hus.

## Rollista
| Edward G. Robinson | – Rene Bressard           |
| Kevin McCarthy     | – Stan Grayson            |
| Connie Russell     | – Gina - Stans tjej       |
| Virginia Christine | – Mrs. Sue Bressard       |
| Rhys Williams      | – Deputy Torrence         |
| Gage Clarke        | – Belknap / Harry Britten |
| Marian Carr        | – Madge Novick            |
| Barry Atwater      | – Kapten Warner           |
| Meade 'Lux' Lewis  | – Meade                   |